# Bitch · Je N'appelle Pas Les Femmes...
A Bitch · Je N'appelle Pas Les Femmes... című dal a francia K-Mel első kimásolt kislemeze a Reflexions Vol.1 című 
stúdióalbumról. A dal jól teljesített, mind a francia, mind a belga kislemezlista 26. helyéig jutott.

## Megjelenések
CD Single  Delabel – 7243 8972652 7
1. Bitch (Je N'appelle Pas Les Femmes...) 4:20 Performer [Chorus] – Angela «Masani El-Shabazz» Hunte, Scratches – K-Mel
2. Plus Hip-Hop Que Qui? 4:09 Featuring, Lyrics By, Written-By – Solo

## Slágerlista
| Slágerlista (2000)               | Legjobb helyezések |
| -------------------------------- | ------------------ |
| Belgian (Wallonia) Singles Chart | 26                 |
| French SNEP Singles Chart        | 26                 |